# Libro di Mormon
Il Libro di Mormon è uno dei testi sacri del mormonismo, considerato dai membri della Chiesa di Gesù Cristo dei santi degli ultimi giorni un libro rivelato. Il nome del libro deriva da Mormon, un profeta che, secondo il testo stesso, avrebbe compendiato la storia del suo popolo incidendola su delle tavole d'oro. Il libro fu pubblicato per la prima volta dal fondatore della Chiesa di Gesù Cristo dei Santi degli Ultimi Giorni, Joseph Smith, a Palmyra, New York, il 26 marzo del 1830 col titolo Il Libro di Mormon – Racconto scritto su tavole per mano di Mormon tratto dalle tavole di Nefi (The Book of Mormon: An Account Written by the Hand of Mormon upon Plates Taken from the Plates of Nephi).
Oltre alla Chiesa di Gesù Cristo dei santi degli ultimi giorni, anche altre confessioni minoritarie che si rifanno al mormonismo considerano il Libro di Mormon un testo sacro. Il sottotitolo, Un altro testamento di Gesù Cristo, fu aggiunto nel 1982 nelle edizioni del libro pubblicate dalla Chiesa di Gesù Cristo dei Santi degli Ultimi Giorni allo scopo di sottolineare la testimonianza sulla divinità di Gesù Cristo resa dagli scritti degli antichi profeti del Libro di Mormon.

## Traduzione dalle "tavole d'oro"

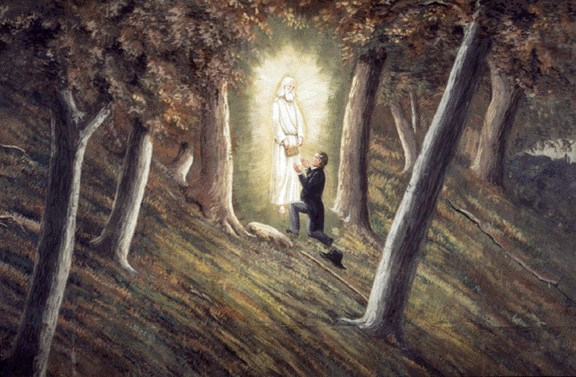
Dipinto che illustra la consegna delle tavole d'oro da parte dell'angelo Moroni al giovane Joseph Smith, avvenuta il 22 settembre del 1823 nella collina di Cumora, Manchester, Stato di New York.

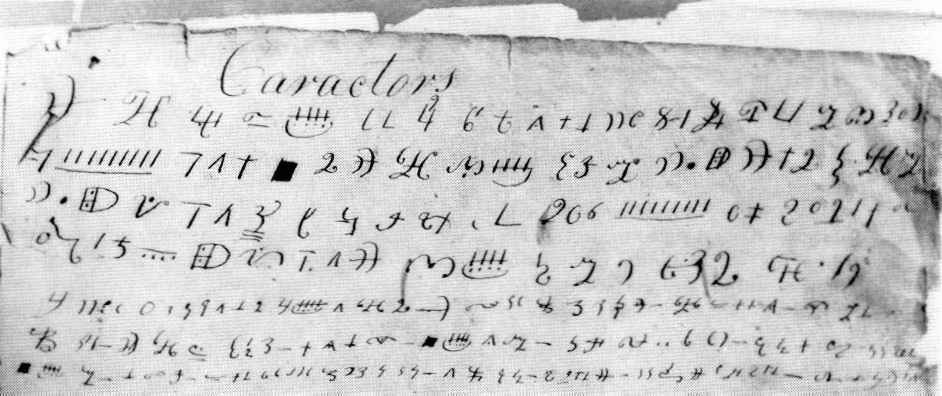
Manoscritto originale con copia dei caratteri in "egiziano riformato" incisi nelle tavole d'oro.

Joseph Smith disse che il Libro di Mormon sarebbe la traduzione di un antico testo, inciso su delle tavole d'oro, che avrebbe ricevuto dall'angelo chiamato Moroni apparsogli nel 1823. Egli avrebbe inoltre informato il giovane Smith che degli antichi annali di una civiltà lontana millenni e migliaia di chilometri si trovavano sotterrati in una collina, in seguito denominata Cumora, sita nelle vicinanze della fattoria della famiglia Smith, territorio di Palmyra, New York.
Le tavole erano state scritte in "egiziano riformato", lingua di cui non si ha traccia storica. Joseph Smith e altre persone sostennero di aver tradotto il testo in meno di novanta giorni. Sostennero di averlo fatto grazie ad alcuni oggetti sacri, noti come Urim e Tummim (citati nel Libro di Mormon), che consentirono la decodificazione del testo.
Furono tradotte più di 500 pagine, che descrivono la storia di due civiltà sconosciute e di cui non si hanno tracce storiche, per un periodo complessivo di 2.600 anni. Un totale di undici testimoni dichiararono, in due distinte premesse al libro, di aver visto e toccato le tavole d'oro. Alcuni di essi vennero poi scomunicati. Nel 1838 le tavole sarebbero state restituite all'angelo Moroni dallo stesso Joseph Smith, con il risultato che al di fuori dei presunti 11 testimoni di queste tavole, uniche testimonianze dell'esistenza del Libro di Mormon e delle civiltà di cui parla, non ci sono tracce della loro esistenza.

## Importanza teologica delLibro di Mormon
L'intento del libro, come indicato nel frontespizio dello stesso, sarebbe stato quello di:
Smith si espresse sull'importanza che il Libro di Mormon riveste nella teologia mormone con le parole sotto citate che, in successive edizioni, furono riportante nell'introduzione del libro stesso:
Il libro è anche detto Legno di Giuseppe, in contrapposizione al Legno di Giuda che sarebbe la Bibbia: questo perché i mormoni suppongono che una parte degli israeliti, e più precisamente le tribù discendenti da Giuseppe, nel 600 a.C. fuggirono in America, dove vennero scritti diversi libri che oggi conosciamo sotto il nome, appunto, di Libro di Mormon. Ciò pone la fede mormone in netto contrasto con i dati forniti dall'archeologia e dalla storia.

## Contenuto

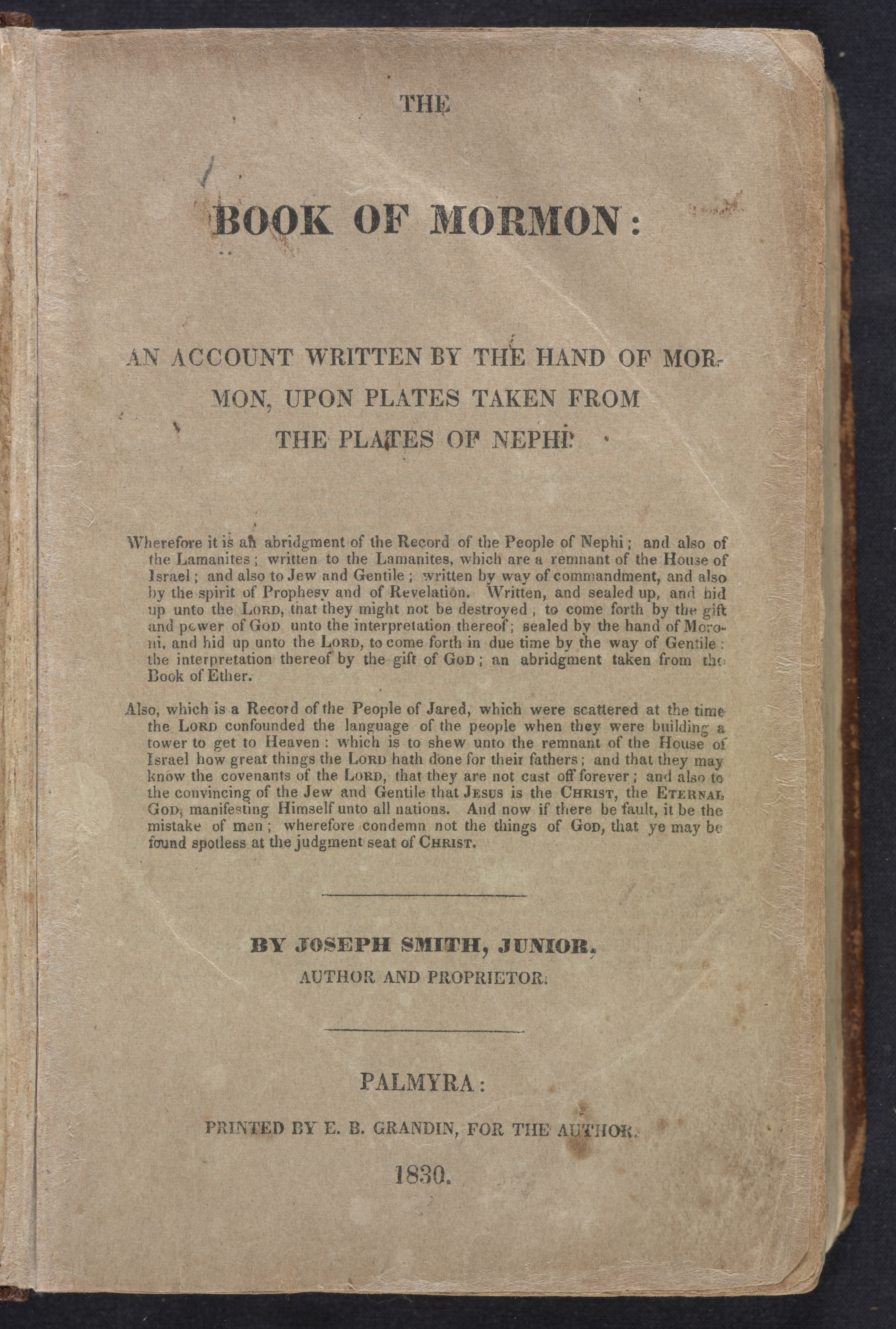
Frontespizio del libro di Mormon dalla prima edizione del 1830.
Immagine tratta dalla Biblioteca del Congresso degli Stati Uniti, Divisione libri rari e collezioni speciali.

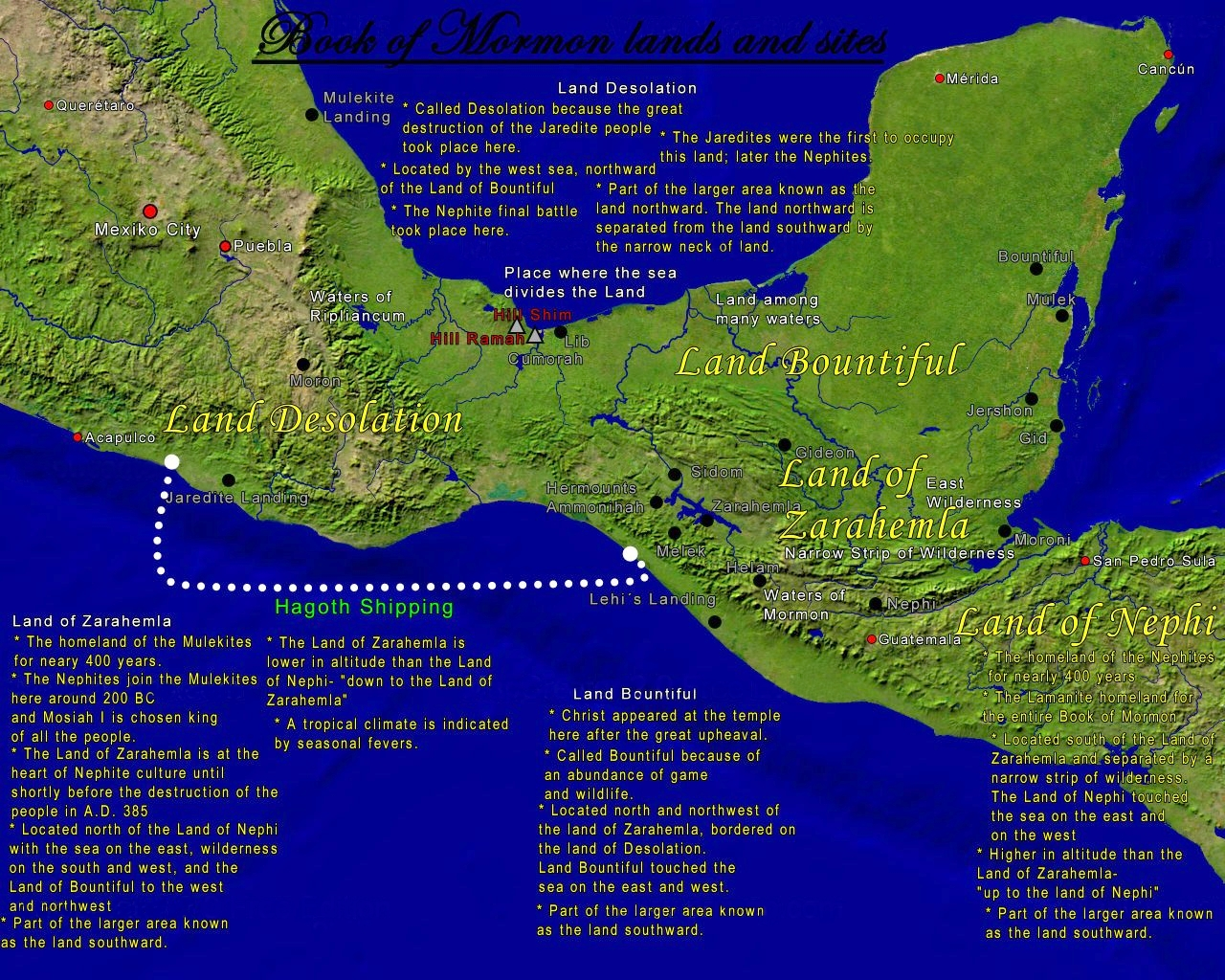
Libro di Mormon d'America.

Il Libro di Mormon è una raccolta di 15 libri, denominati secondo il loro autore principale, il profeta Mormon, padre di Moroni (lo stesso che apparve a Joseph Smith), che nel V secolo avrebbe riassunto gli scritti di questi profeti incidendoli su dei fogli o tavole d'oro. Benché i mormoni dicano che il libro di Mormon sia stato scritto molti secoli fa, i mormoni stessi ritengono che sia venuto alla luce in tempi odierni per gli abitanti di questi giorni.
Nel Libro di Mormon sono narrate le vicende di civiltà che si sarebbero sviluppate nel continente americano da migrazioni provenienti dal Medio Oriente. Non esistono però tracce storiche di quello che viene raccontato.
- La prima migrazione è quella del popolo di Giared, o Giarediti, avvenuta ai tempi della confusione delle lingue che ebbe luogo dopo la costruzione della torre di Babele. Il popolo di Giared, per grazia divina, avrebbe mantenuto la stessa lingua, ottenendo inoltre da Dio la promessa di una nuova terra. Guidati da Dio, con delle imbarcazioni attraversarono l'oceano stabilendosi nelle Americhe, dove prosperarono per diversi secoli prima di essere distrutti da una micidiale guerra civile intorno al VI secolo a.C. Tra coloro che sopravvissero vi fu il profeta Ether che narrò le vicende del suo popolo su ventiquattro tavole. Nel libro di Mormon ne è narrato il ritrovamento da parte dei Nefiti, un popolo derivato dalla discendenza di Nefi.
- La seconda migrazione sarebbe avvenuta alla fine del VII secolo a.C.: per sfuggire alla futura cattività babilonese. L'ebreo Lei si allontanò da Gerusalemme e si spostò in Arabia, da qui attraversò l'oceano Indiano e quindi il Pacifico, raggiunse, intorno al 590 a.C., le terre dell'emisfero occidentale. Alla morte di Lehi il popolo si divise tra i Lamaniti, discendenti di Laman, il figlio maggiore, e di Lemuel; e i Nefiti, discendenti da Nefi, un altro figlio di Lei, scelto dal Signore per la sua rettitudine. I due popoli vissero fino al 400 d.C. alternando periodi di guerre e di pace. I Nefiti tennero degli annali, proseguendo la scrittura delle tavole che Lehi e la sua famiglia avevano portato con loro da Gerusalemme, mentre i Lamaniti si allontanarono dagli insegnamenti divini venendo puniti da Dio che li segnò scurendo la loro pelle. Secondo i mormoni, i Lamaniti sarebbero tra gli antenati dei nativi americani.
Negli stessi anni, lungo lo stesso tragitto, un altro gruppo israelitico, raggiunse le Americhe rimanendo a lungo isolati prima di venire in contatto con i Nefiti. Questo gruppo fu guidato da uno dei figli di Sedechia Re di Giuda, chiamato Mulec.

(Hel 6,10)
Gesù Cristo poco dopo la sua resurrezione (34 d.C.) avrebbe fatto visita per tre giorni ai Nefiti e Lamaniti. Dopo questa esperienza essi vissero in pace per quattro generazioni, ma in seguito divennero nuovamente malvagi. Interessante notare il sorgere di società segrete per l'ottenimento del potere in quel periodo. Alcuni profeti di quel periodo andarono a predicare ai Lamaniti ottenendo un discreto successo e alcuni Lamaniti in quel periodo divennero più zelanti dei Nefiti stessi. Infine si riaccese la guerra e i Nefiti furono distrutti intorno al 421 d.C. Il profeta Mormon lasciò le tavole a suo figlio Moroni, che dopo aver scritto qualcosa di suo pugno le avrebbe sotterrate secondo gli ordini ricevuti da Dio affinché le tavole non venissero distrutte e la memoria delle vicende del suo popolo potesse tornare a luce in un tempo opportuno.

### Annali citati
Secondo il Libro di Mormon stesso, Mormon e suo figlio Moroni trascrissero nelle tavole d'oro la storia del loro popolo riassumendola da quattro diversi annali incise in altrettante tavole di metallo:
1. Le Tavole di Nefi sono di due tipi: le Piccole Tavole e le Grandi Tavole. Le prime sono particolarmente dedicate alle questioni spirituali, al ministero e agli insegnamenti dei profeti, mentre le seconde contengono per la maggior parte la storia secolare dei popoli interessati (1 Nefi 9:2-4). Tuttavia, dal tempo di Mosia in poi, le "Grandi Tavole" cominciano ad includere anche importanti questioni spirituali.
2. Le Tavole di Mormon contengono un riassunto e commenti fatti da Mormon delle "Grandi Tavole" di Nefi. Inoltre, riportano la continuazione della storia del popolo dei nefiti di Mormon e le aggiunte di suo figlio Moroni.
3. Le Tavole di Ether riportano la storia dei Giarediti. Questi annali sono stati riassunti da Moroni, con l'aggiunta di suoi commenti personali, e inseriti nella storia generale sotto il titolo "Libro di Ether".
4. Le Tavole di Bronzo sono state quelle portate dal popolo di Lehi da Gerusalemme nel 600 a.C. Di queste tavole fanno inoltre parte, il Pentateuco di Mosè ed una storia dei Giudei, fino all'inizio del regno di Sedecia, re di Giuda, e le "profezie dei santi profeti" (1 Nefi 5:11-13). Non sono direttamente contenute nella loro interezza nel libro di Mormon, ma molte parti di queste tavole, che citano Isaia e altri profeti, sia neviìm che profeti non biblici, sono riportate nel Libro di Mormon.

### Suddivisioni principali
Le parti o suddivisioni principali del libro di Mormon sono 15, denominate libri, eccezion fatta per le Parole di Mormon. Ognuna di questa parti è designata con il nome del loro principale autore.
| N.   | Titolo per esteso                                                                       | Annali                                                                    | Possibile cronologia degli eventi narrati | Capitoli | Abbreviazioni           |
| ---- | --------------------------------------------------------------------------------------- | ------------------------------------------------------------------------- | ----------------------------------------- | -------- | ----------------------- |
| I    | Il primo libro di Nefi suo regno e suo ministero                                        | Piccole tavole di Nefi                                                    | Dal 600 a.C. al 588-570 a.C.              | 22       | "1 Nefi" e "1 Ne."      |
| II   | Il secondo libro di Nefi                                                                | Piccole tavole di Nefi                                                    | Dal 588-570 a.C. al 559–545 a.C.          | 33       | "2 Nefi" e "2 Ne."      |
| III  | Il libro di Giacobbe il fratello di Nefi                                                | Piccole tavole di Nefi                                                    | Dal 544–421 a.C. al 544–421 a.C.          | 7        | "Giacobbe" e "Giac."    |
| IV   | Il libro di Enos                                                                        | Piccole tavole di Nefi                                                    | 420 a.C.                                  | 1        | "Enos"                  |
| V    | Il libro di Giarom                                                                      | Piccole tavole di Nefi                                                    | Dal 399 a.C. al 361 a.C.                  | 1        | "Giarom" e "Giar."      |
| VI   | Il libro di Omni                                                                        | Piccole tavole di Nefi                                                    | Dal 323 a.C. al 130 a.C.                  | 1        | "Omni"                  |
| VII  | Le parole di Mormon                                                                     | Le tavole di Mormon                                                       | 385 d.C.                                  | 1        | "PdM"                   |
| VIII | Il libro di Mosia                                                                       | Grandi tavole di Nefi                                                     | Dal 130–124 a.C. al 92–91 a.C.            | 29       | "Mosia" e "Mos."        |
| IX   | Il libro di Alma il figlio di Alma                                                      | Grandi tavole di Nefi                                                     | Dal 91–88 a.C. al 56–52 a.C.              | 63       | "Alma"                  |
| X    | Il libro di Helaman                                                                     | Grandi tavole di Nefi                                                     | Dal 52–50 a.C. al 6–1 a.C.                | 16       | "Helaman" e "Hel."      |
| XI   | Terzo Nefi il libro di Nefi il figlio di Nefi, che era figlio di Helaman                | Grandi tavole di Nefi                                                     | Dal 1–4 d.C al 34–35 d.C.                 | 30       | "Terzo Nefi" e "3 Ne."  |
| XII  | Quarto Nefi il libro di Nefi che è il figlio di Nefi - uno dei discepoli di Gesù Cristo | Grandi tavole di Nefi                                                     | Dal 35 d.C. al 321 d.C.                   | 1        | "Quarto Nefi" e "4 Ne." |
| XIII | Il libro di Mormon                                                                      | (sino al cap. 7°) Tavole di Mormon (l'8° e il 9° cap.) Aggiunte di Moroni | Dal 321-326 d.C. al 401–421 d.C.          | 9        | "Mormon" e "Morm."      |
| XIV  | Il libro di Ether                                                                       | Ventiquattro tavole dei giarediti (libro di Ether)                        |                                           | 15       | "Ether" e "Eth."        |
| XV   | Il libro di Moroni                                                                      | Aggiunte di Moroni                                                        | 401-421 d.C.                              | 10       | "Moroni" e "Moro."      |

Nella versione ufficiale della Chiesa di Gesù Cristo dei Santi degli Ultimi Giorni i quindici libri sono preceduti da:
- "Frontespizio"
- "Introduzione"
- "La Testimonianza dei Tre testimoni"
- "La Testimonianza degli Otto testimoni"
- "Testimonianza del profeta Joseph Smith"
- "Breve analisi del Libro di Mormon"

## Storicità

### Critiche alLibro di Mormon
I critici ritengono che il libro sia stato scritto dallo stesso Joseph Smith, probabilmente ispirandosi al libro di Ethan Smith View of the Hebrews: or the Tribes of Israel in America, edito nel 1823 e, in seconda edizione, nel 1825.
La stessa localizzazione geografica degli avvenimenti narrati è incerta. Le popolazioni ebraiche sarebbero sbarcate nell'ovest del continente americano dopo aver attraversato l'oceano Pacifico, mentre le tavole sarebbero state invece seppellite nell'attuale stato di New York, verso la parte orientale del Paese e dunque le vicende narrate nel libro potrebbero riguardare l'intera estensione degli attuali Stati Uniti d'America e i Lamaniti sarebbero tra gli antenati dei nativi americani. Le vicende narrate, tuttavia, sembrerebbero essersi svolte su un'estensione minore di 500 km, che è stata identificata da alcuni studiosi mormoni con la zona dell'odierno Guatemala e degli stati meridionali del Messico.

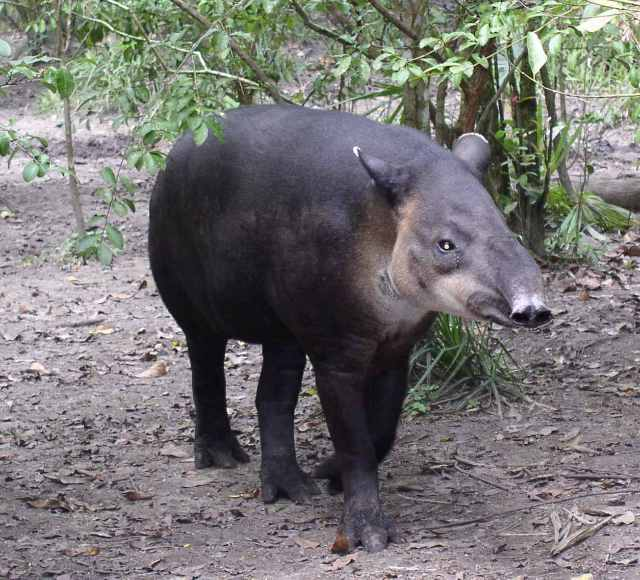
Il tapiro: poiché il Libro di Mormon parla di cavalli nell'America settentrionale, ma secondo la zoologia la specie si era già estinta, alcuni studenti della BYU ritengono che la parola "cavallo" significhi "tapiro".

Vi sono poi altri errori storici, quali l'asserita presenza dei cavalli nei periodi in cui in realtà la specie si era già estinta nel continente americano (dove è stata riportata solo a seguito dell'arrivo di Cristoforo Colombo). A tali critiche, i Mormoni generalmente rispondono che alcuni vocaboli contenuti nel libro (tra cui, appunto, "cavallo") andrebbero interpretati in senso lato (ad esempio per indicare quadrupedi in genere) e non necessariamente in senso letterale. In particolare, alcuni studenti dell'università BYU ritengono che per i "cavalli" si debbano intendere, invece, i tapiri.
Secondo alcuni studiosi mormoni i Giarediti potrebbero essere identificati con gli Olmechi e i Lamaniti con i Maya, mentre non è chiaro con quale popolazione dovrebbero essere identificati i Nefiti, che avrebbero costituito una cultura cristiana separata nel quadro della cultura maya. In quest'ambito la leggenda di Quetzalcoatl sarebbe stata interpretata da alcuni come un ricordo della venuta di Cristo in America, narrata nel libro di Mormon, sebbene il quadro cronologico della leggenda non concordi con il racconto del libro.
Le analisi del DNA hanno infine dimostrato che non esiste alcuna relazione genetica tra le popolazioni israelitiche e i nativi americani, che secondo il libro di Mormon discenderebbero invece da un gruppo di ebrei.
Un'analisi linguistica del Libro di Mormon, condotta dall'università mormone di Brigham Young University con il metodo della stilometria, avrebbe dimostrato le diversità stilistiche esistenti tra il libro di Mormon e i suoi possibili autori del XIX secolo. Tuttavia l'analisi non sembra essere stata condotta sul testo originale, stampato nel 1830, ma sulle versioni successive ed è stata contestata da altri studi.
I circa trecento nomi propri citati nel Libro di Mormon dovrebbero essere legati al linguaggio parlato dai Nefiti (forse ebraico con influssi dell'antico egiziano) e per la maggior parte sono infatti nomi che si ritrovano anche nella Bibbia. I nomi riportati nel libro di Ether, che narrerebbe la storia dei Giarediti, dovrebbero essere invece diversi, legati alla pretesa antichissima lingua di questo popolo che, secondo il libro di Mormon, sarebbe l'adamitico, il linguaggio parlato dall'umanità prima dell'episodio biblico della confusione delle lingue presso la torre di Babele. Invece anche nel libro di Ether si riportano nomi biblici.

### Opinione dei mormoni
Secondo i membri della Chiesa di Gesù Cristo dei santi degli ultimi giorni, le tesi affermate da Joseph Smith sono sostenute da una serie di scoperte linguistiche, filologiche, archeologiche e geografiche sia in Medio Oriente dal quale Lehi e la sua famiglia provenivano che in Mesoamerica dove i Nefiti e i Lamaniti svilupparono le proprie civiltà.
I massimi studiosi della questione della storicità del Libro di Mormon si trovano negli USA e in America Latina. Alcuni nomi di studiosi di riferimento in questo campo sono John Welch, professore di legge alla J.R. Clark Law School di Brigham Young University, e il dottor Hugh Nibley.
Inoltre, secondo i mormoni un altro elemento a sostegno della storicità del libro sarebbero le dichiarazioni dei testimoni del Libro di Mormon, ossia coloro che videro e toccarono le tavole d'oro delle quali il Libro di Mormon sarebbe la traduzione. Queste testimonianze sono rese più credibili, secondo i mormoni, dal fatto che anche quando alcuni di questi testimoni abbandonarono la chiesa non ritrattarono mai la loro testimonianza in merito alle tavole.

### La promessa di Moroni

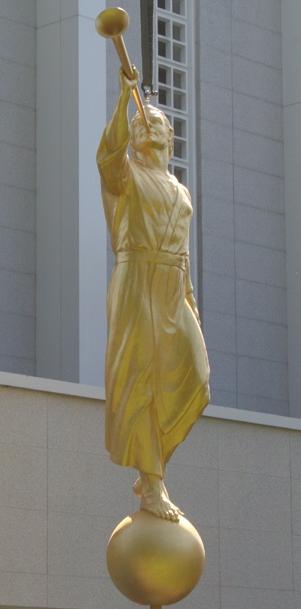
Statua rappresentante l'angelo Moroni prima di essere issata sulla sommità della guglia del Tempio Svizzero

La prova sull'autenticità del Libro di Mormon, secondo i seguaci del mormonismo, risiede in una esperienza spirituale ottenibile dopo sincera preghiera e ricerca grazie allo Spirito Santo.
Il Libro di Mormon contiene nelle sue pagine finali la "promessa di Moroni", rivolta a coloro che leggendo il libro vogliono onestamente ricevere una conferma spirituale della veridicità del libro stesso:
 Secondo questo passo le condizioni per ricevere la testimonianza della veridicità del Libro di Mormon sono:
1. Aver letto il libro o parte di esso. In particolare è consigliata la lettura di alcuni capitoli nel Libro di Mormon: cap. 32 del Libro di Alma, il Cap 11 del Libro di Terzo Nefi e i versetti sovrastanti in Moroni 10:3-5.
2. Credere che Gesù Cristo sia il Salvatore del genere umano.
3. Il desiderio senza secondi fini di sapere da Dio se davvero il libro è veritiero.
4. L'intenzione di agire in accordo alla rivelazione una volta saputo che è vero
5. Chiedere a Dio in preghiera se il libro proviene da Lui

## Edizioni del libro in inglese
Al 2011, il Libro di Mormon pubblicato dalla Chiesa di Gesù Cristo dei santi degli ultimi giorni è stato tradotto interamente in 82 lingue, e parzialmente in altre 25, con un totale di oltre 150 milioni di esemplari distribuiti a partire dal 1830, anno della prima stampa.

## Traduzioni del libro in italiano

### La prima traduzione del 1852

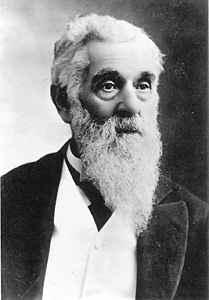
Lorenzo Snow in una foto che lo ritrae quando, all'età di 84 anni, assunse l'ufficio di Presidente della Chiesa mormone tra il 1898 e il 1901.

La prima edizione italiana del Libro di Mormon fu pubblicata a Londra nella prima metà del 1852 a opera dell'Apostolo Lorenzo Snow, capo del primo gruppo di missionari della Chiesa di Gesù Cristo dei santi degli ultimi giorni che si recarono in Italia.
Dopo diversi mesi di lavoro missionario in Italia, nel gennaio del 1851, Lorenzo Snow fece rientro a Londra con lo scopo di procedere alla traduzione del Libro di Mormon in lingua italiana. Nel marzo dello stesso anno contattò uno studioso, del quale non è pervenuto il nome, affinché si dedicasse alla traduzione del libro; questa si concluse nell'ottobre dello stesso anno. Durante il periodo della traduzione, ad agosto, Lorenzo Snow scrisse della sua soddisfazione per come si stava svolgendo la traduzione: «Sto procedendo molto bene con la traduzione del Libro di Mormon. Fra breve tempo ne comincerò la stampa e presto sarò in grado di presentarlo al popolo d'Italia nella loro lingua». Tra il dicembre del 1851 e l'aprile del 1852, il tipografo londinese, William Bowden stampò mille copie del Libro di Mormon in italiano e ne rilegò 192 in due diverse copertine.
Nel viaggio di rientro in Italia, Lorenzo Snow visitò l'Anziano Stenhouse in Svizzera e gli mostrò le segnature delle prime 400 pagine del Libro di Mormon che stava trasportando con sé. Mentre si trovava in Svizzera, Snow fece esaminare la traduzione del Libro di Mormon in italiano, contenuta nelle segnature, a Costantino Reta, un ex deputato del Parlamento Subalpino che insegnava italiano in Ginevra e Losanna; questi si trovava in esilio in Svizzera in seguito agli eventi dei moti e dei Moti di Genova del 1849. Costantino Rea riassicurò Lorenzo Snow sulla bontà della traduzione in italiano del Libro di Mormon, affermando che: «la traduzione era corretta e ammirevole, con uno stile e linguaggio appropriato». Dopo la chiusura della missione italiana nel 1867 le restanti segnature furono spedite a Salt Lake City e, agli inizi del Novecento, vennero rilegate con altre copertine; l'unica copia sopravvissuta in Italia di questa edizione si trova nella biblioteca comunale della Città di Pinerolo, Provincia di Torino.

### La traduzione del 1965 e quella del 1995
Il Libro di Mormon venne nuovamente tradotto in italiano il 27 febbraio 1965, l'anno precedente a quello della riapertura della Missione italiana.
La terza, e attuale traduzione in italiano del Libro di Mormon è del 1995 e contiene un ampliamento delle note a piè di pagina, un esteso uso di concordanze con le altre opere canoniche della Chiesa mormone, una guida alle scritture, mappe e illustrazioni.

### La traduzione della Chiesa di Gesù Cristo (bickertonita)
La Chiesa bickertonita, con sede in Pennsylvania, è la terza organizzazione religiosa del mormonismo per numero di fedeli (20.000) e possiede una forte presenza di italoamericani. Nel 1929 pubblicò una propria edizione del Libro di Mormon in italiano.